# 岐阜県第4区
岐阜県第4区（ぎふけんだい4く）は、日本の衆議院議員総選挙における選挙区。1994年（平成6年）の公職選挙法改正で設置。

## 区域
2013年（平成25年）公職選挙法改正以降の区域は以下のとおりである。
- 高山市
- 美濃加茂市
- 可児市
- 飛騨市
- 郡上市
- 下呂市
- 加茂郡
- 可児郡
- 大野郡

1994年（平成6年）公職選挙法改正から2013年の小選挙区改定までの区域は以下のとおりである。
- 高山市
- 美濃加茂市
- 可児市
- 郡上郡
- 加茂郡
- 可児郡
- 益田郡
- 大野郡
- 吉城郡

## 歴史
本区単独で、長野県を除く全隣接県（愛知県、福井県、石川県、富山県の4県）よりも面積が広いという広大な選挙区（福島3区に次いで本州で4番目に広い）。岐阜県は全体的に自民党が盤石の地盤を築いているが、中選挙区時代の名残から、小選挙区制導入から20年経過する現在においてもこの地域は自民党代議士の同士討ちに非自民勢力が加わり複雑な政治状況が出来上がっているのが、他の岐阜県内の4選挙区と相違がみられる。
この地域は中選挙区時代は旧岐阜2区にあたる。旧岐阜2区は高山市など飛騨地方は金子一平・金子一義親子が、美濃加茂市など加茂地域は藤井孝男が、東濃地域は古屋圭司がそれぞれに強固な保守地盤を築きあげ自民党代議士の地盤が併存していた選挙区であった。非自民勢力も山下八洲夫（日本社会党）らが毎回議席を獲得するなど一定の勢力も持った。1993年の第40回衆議院議員総選挙では、金子一義（以下「一義」）・藤井・古屋・山下が当選したが4候補と次点に終わった高井和伸（日本新党・元参議院議員）の獲得票は伯仲していた。
選挙方式が小選挙区制に移行した1996年の第41回衆議院議員総選挙では、飛騨地方・加茂地域が岐阜4区、東濃地域が岐阜5区に分離され、古屋・山下は岐阜5区で立候補したのに対し、岐阜4区は一義と藤井との選挙区調整は難航し、高井（新進党に鞍替え）に一本化した非自民勢力の前に共倒れの危機が生じた。自民党岐阜県連はコスタリカ方式により2人が小選挙区と比例区を交互に立候補することを決めた。移行後初の選挙では、藤井が小選挙区、一義が比例東海ブロックの単独候補に回った。これが功を奏し、藤井が高井を破り、一義も比例代表で当選を果たした。両陣営の協力体制は第43回衆議院議員総選挙まで続き、全国のモデルケースとなった。
2000年の第42回衆議院議員総選挙では、一義が小選挙区候補となり高井に代わり非自民候補となった山田良司（民主党）を下し当選。藤井は比例東海ブロックで当選。
2003年の第43回衆議院議員総選挙では、藤井が小選挙区候補となり山田を下し当選。一義は比例東海ブロックで当選。
2005年の第44回衆議院議員総選挙では、本来は一義が小選挙区、藤井が比例東海ブロックでの立候補であった。しかし藤井が郵政民営化法案に反対票を投じたため党の公認が得られず自民党を離党し無所属で小選挙区に立候補した。これによりコスタリカ方式が解消され、大臣経験者である両者が直接対決をすることになり、小泉純一郎首相ら大物政治家らが応援に来るなど全国的な注目区となった。いわゆる「小泉旋風」の影響もあり一義が藤井を下す結果となり、藤井は議席を失った。民主党は山田に代わり新人候補を擁立したが惨敗。
2007年の参議院選挙で藤井は国政復帰したため、2009年の第45回衆議院議員総選挙では自民系は一義で一本化され、民主党は今井雅人に候補者を差し替え事実上の一騎打ちとなったが、小選挙区は一義が死守した。しかし民主党への追い風の影響を受け今井は重複立候補していた比例東海ブロックで比例復活当選し、小選挙区制導入後初めて非自民系候補が議席を獲得とした。
2012年の第46回衆議院議員総選挙では、自民系は現職の一義が出馬したのに対し、民主党を除籍され日本維新の会に移った今井と民主党から新人が立候補し非自民系が分裂した。一方、藤井も日本維新の会に合流し参議院議員を辞職して比例東海ブロックから立候補したので小選挙区は今井と藤井との協調体制で臨むことになった。民主党への逆風もあり選挙は一義が圧勝したが、比例での名簿登載順位が1位であった藤井に次ぐ2位で優遇されていた今井は得票数を前回の半分以下に減らしたこともあり小選挙区では敗れたが、比例復活当選した。
2014年の第47回衆議院議員総選挙では、自民系は一義が出馬したのに対し、今井は維新の党に移籍して立候補した。民主党が候補を立てず実質的に今井支援で選挙協力が成立したため、小選挙区では一義が10選したが、今井は前回減らした票を回復し善戦を見せ、重複立候補していた比例東海ブロックで比例復活当選した。一方、日本維新の会から次世代の党に移籍し比例東海ブロックに単独立候補した藤井は、次世代の党が比例での議席を獲得することが出来ず、再び議席を失った。
2017年の第48回衆議院議員総選挙では、衆議院解散直後に一義が立候補を取りやめ政界引退を表明したため、一義の長男・金子俊平が自民党公認で出馬。一方、今井は任期中に維新の党から民進党に移籍、第24回参議院議員通常選挙以降は県内唯一の非自民系議員となっていた。今井は衆議院解散直後民進党から分裂した希望の党に移籍して同党公認で出馬。共産党も元飛騨市議を擁立して3つどもえの闘いとなったが、俊平は一義からの厚い保守地盤を受け継ぎ初当選。今井も藤井地盤で俊平より多く得票し重複立候補していた比例東海ブロックで比例復活当選し県内唯一の非自民系議員としての立場を守った。なお、藤井は次世代の党から自民党に復党し比例東海ブロックから比例単独で出馬したが議席を獲得することが出来なかった。
2021年の第49回衆議院議員総選挙では、日本共産党が候補者を擁立せず、今度は立憲民主党に移籍して立候補した今井に野党候補を一本化した。しかし、俊平が前回より差を広げて当選した。今井はこれまでの選挙で、異なる政党から毎回比例復活していたものの、東海地方での立憲支持の伸び悩みにより今回は比例復活もできず落選した。
2024年の第50回衆議院議員総選挙では、自由民主党の政治資金パーティー裏金問題による影響を受ける形で今井が前回までは俊平に大差で敗れていた金子家の牙城である飛騨・高山や郡上市での得票をほぼ五分の戦いまで持ち込み、初めて選挙区当選を果たした。一方、俊平は宏池会であり比例重複制度が適用されたが、その比例復活もできずに落選となった。なお、俊平は選挙期間中にセクシャルハラスメントを行っていたことが発覚し、選挙後に選挙区支部長辞任、後援会解散という事態になった。俊平は次点で繰り上げ当選の権利を有していたが、辞退する意向を表明。自民党は俊平を比例名簿から削除した。

## 小選挙区選出議員
| 選挙名                 | 年     | 当選者   | 党派       |
| ---------------------- | ------ | -------- | ---------- |
| 第41回衆議院議員総選挙 | 1996年 | 藤井孝男 | 自由民主党 |
| 第42回衆議院議員総選挙 | 2000年 | 金子一義 | 自由民主党 |
| 第43回衆議院議員総選挙 | 2003年 | 藤井孝男 | 自由民主党 |
| 第44回衆議院議員総選挙 | 2005年 | 金子一義 | 自由民主党 |
| 第45回衆議院議員総選挙 | 2009年 | 金子一義 | 自由民主党 |
| 第46回衆議院議員総選挙 | 2012年 | 金子一義 | 自由民主党 |
| 第47回衆議院議員総選挙 | 2014年 | 金子一義 | 自由民主党 |
| 第48回衆議院議員総選挙 | 2017年 | 金子俊平 | 自由民主党 |
| 第49回衆議院議員総選挙 | 2021年 | 金子俊平 | 自由民主党 |
| 第50回衆議院議員総選挙 | 2024年 | 今井雅人 | 立憲民主党 |

## 選挙結果
時の内閣：第1次石破内閣 解散日：2024年10月9日 公示日：2024年10月15日
当日有権者数：32万78人 最終投票率：63.91%（前回比：2.46%） （全国投票率：53.85%（2.08%））
| 当落 | 候補者名 | 年齢 | 所属党派   | 新旧 | 得票数    | 得票率 | 惜敗率 | 推薦・支持 | 重複 |
| ---- | -------- | ---- | ---------- | ---- | --------- | ------ | ------ | ---------- | ---- |
| 当   | 今井雅人 | 62   | 立憲民主党 | 元   | 114,032票 | 57.26% | ――     |            | ○    |
|      | 金子俊平 | 46   | 自由民主党 | 前   | 85,129票  | 42.74% | 74.65% | 公明党推薦 | ○    |

時の内閣：第1次岸田内閣 解散日：2021年10月14日 公示日：2021年10月19日
当日有権者数：33万497人 最終投票率：66.37%（前回比：1.01%） （全国投票率：55.93%（2.25%））
| 当落 | 候補者名 | 年齢 | 所属党派     | 新旧 | 得票数    | 得票率 | 惜敗率 | 推薦・支持               | 重複 |
| ---- | -------- | ---- | ------------ | ---- | --------- | ------ | ------ | ------------------------ | ---- |
| 当   | 金子俊平 | 43   | 自由民主党   | 前   | 110,844票 | 51.23% | ――     | 公明党推薦               | ○    |
|      | 今井雅人 | 59   | 立憲民主党   | 前   | 91,354票  | 42.22% | 82.42% | 社会民主党岐阜県連合支持 | ○    |
|      | 佐伯哲也 | 51   | 日本維新の会 | 新   | 14,171票  | 6.55%  | 12.78% |                          | ○    |

時の内閣：第3次安倍第3次改造内閣 解散日：2017年9月28日 公示日：2017年10月10日
当日有権者数：34万1541人 最終投票率：65.36%（前回比：4.3%） （全国投票率：53.68%（1.02%））
| 当落 | 候補者名   | 年齢 | 所属党派   | 新旧 | 得票数    | 得票率 | 惜敗率 | 推薦・支持 | 重複 |
| ---- | ---------- | ---- | ---------- | ---- | --------- | ------ | ------ | ---------- | ---- |
| 当   | 金子俊平   | 39   | 自由民主党 | 新   | 107,473票 | 49.19% | ――     | 公明党推薦 | ○    |
| 比当 | 今井雅人   | 55   | 希望の党   | 前   | 92,370票  | 42.28% | 85.95% |            | ○    |
|      | 籠山恵美子 | 63   | 日本共産党 | 新   | 18,634票  | 8.53%  | 17.34% |            |      |

時の内閣：第2次安倍改造内閣 解散日：2014年11月21日 公示日：2014年12月2日
当日有権者数：33万9586人 最終投票率：61.06%（前回比：7.6%） （全国投票率：52.66%（6.66%））
| 当落 | 候補者名 | 年齢 | 所属党派   | 新旧 | 得票数    | 得票率 | 惜敗率 | 推薦・支持 | 重複 |
| ---- | -------- | ---- | ---------- | ---- | --------- | ------ | ------ | ---------- | ---- |
| 当   | 金子一義 | 71   | 自由民主党 | 前   | 104,139票 | 51.43% | ――     | 公明党     | ○    |
| 比当 | 今井雅人 | 52   | 維新の党   | 前   | 80,042票  | 39.53% | 76.86% |            | ○    |
|      | 伊嶌明博 | 63   | 日本共産党 | 新   | 18,325票  | 9.05%  | 17.60% |            |      |

時の内閣：野田第3次改造内閣 解散日：2012年11月16日 公示日：2012年12月4日
当日有権者数：34万4214人 最終投票率：68.66% （全国投票率：59.32%（9.96%））
| 当落 | 候補者名   | 年齢 | 所属党派     | 新旧 | 得票数    | 得票率 | 惜敗率 | 推薦・支持 | 重複 |
| ---- | ---------- | ---- | ------------ | ---- | --------- | ------ | ------ | ---------- | ---- |
| 当   | 金子一義   | 69   | 自由民主党   | 前   | 121,761票 | 53.07% | ――     | 公明党     | ○    |
| 比当 | 今井雅人   | 50   | 日本維新の会 | 前   | 59,449票  | 25.91% | 48.82% |            | ○    |
|      | 熊崎陽一   | 25   | 民主党       | 新   | 32,403票  | 14.12% | 26.61% | 国民新党   | ○    |
|      | 日下部俊雄 | 64   | 日本共産党   | 新   | 15,808票  | 6.89%  | 12.98% |            |      |

時の内閣：麻生内閣 解散日：2009年7月21日 公示日：2009年8月18日
当日有権者数：34万7362人 最終投票率：78.32% （全国投票率：69.28%（1.77%））
| 当落 | 候補者名 | 年齢 | 所属党派   | 新旧 | 得票数    | 得票率 | 惜敗率 | 推薦・支持 | 重複 |
| ---- | -------- | ---- | ---------- | ---- | --------- | ------ | ------ | ---------- | ---- |
| 当   | 金子一義 | 66   | 自由民主党 | 前   | 141,679票 | 52.89% | ――     |            | ○    |
| 比当 | 今井雅人 | 47   | 民主党     | 新   | 120,525票 | 44.99% | 85.07% |            | ○    |
|      | 川合剛弘 | 47   | 幸福実現党 | 新   | 5,666票   | 2.12%  | 4.00%  |            |      |

時の内閣：第2次小泉改造内閣 解散日：2005年8月8日 公示日：2005年8月30日
当日有権者数：35万92人 最終投票率：79.04% （全国投票率：67.51%（7.65%））
| 当落 | 候補者名 | 年齢 | 所属党派   | 新旧 | 得票数    | 得票率 | 惜敗率 | 推薦・支持 | 重複 |
| ---- | -------- | ---- | ---------- | ---- | --------- | ------ | ------ | ---------- | ---- |
| 当   | 金子一義 | 62   | 自由民主党 | 前   | 126,921票 | 46.34% | ――     |            | ○    |
|      | 藤井孝男 | 62   | 無所属     | 前   | 98,419票  | 35.93% | 77.54% |            | ×    |
|      | 熊谷正慶 | 32   | 民主党     | 新   | 39,165票  | 14.30% | 30.86% |            | ○    |
|      | 籠山佐敏 | 53   | 日本共産党 | 新   | 9,412票   | 3.44%  | 7.42%  |            |      |

- 藤井は落選後第21回参議院議員通常選挙に立候補（岐阜県選挙区）し、当選。当選後自民党に復党。

時の内閣：第1次小泉第2次改造内閣 解散日：2003年10月10日 公示日：2003年10月28日 最終投票率：71.52% （全国投票率：59.86%（2.63%））
| 当落 | 候補者名 | 年齢 | 所属党派   | 新旧 | 得票数    | 得票率 | 惜敗率 | 推薦・支持 | 重複 |
| ---- | -------- | ---- | ---------- | ---- | --------- | ------ | ------ | ---------- | ---- |
| 当   | 藤井孝男 | 60   | 自由民主党 | 前   | 156,179票 | 63.82% | ――     |            | ○    |
|      | 山田良司 | 43   | 民主党     | 新   | 75,240票  | 30.74% | 48.18% |            | ○    |
|      | 吾郷武日 | 58   | 日本共産党 | 新   | 13,312票  | 5.44%  | 8.52%  |            |      |

- 山田はこの選挙後民主党を離党して下呂市長選挙に立候補し、当選。1期務めたのちに民主党に復党、第45回で比例東海ブロックから比例単独候補として当選。

時の内閣：第1次森内閣 解散日：2000年6月2日 公示日：2000年6月13日 （全国投票率：62.49%（2.84%））
| 当落 | 候補者名 | 年齢 | 所属党派   | 新旧 | 得票数    | 得票率 | 惜敗率 | 推薦・支持 | 重複 |
| ---- | -------- | ---- | ---------- | ---- | --------- | ------ | ------ | ---------- | ---- |
| 当   | 金子一義 | 57   | 自由民主党 | 前   | 157,761票 | 62.48% | ――     |            | ○    |
|      | 山田良司 | 39   | 民主党     | 新   | 72,675票  | 28.78% | 46.07% |            | ○    |
|      | 白川光雄 | 64   | 日本共産党 | 新   | 22,078票  | 8.74%  | 13.99% |            |      |

時の内閣：第1次橋本内閣 解散日：1996年9月27日 公示日：1996年10月8日 （全国投票率：59.65%（8.11%））
| 当落 | 候補者名 | 年齢 | 所属党派   | 新旧 | 得票数    | 得票率 | 惜敗率 | 推薦・支持 | 重複 |
| ---- | -------- | ---- | ---------- | ---- | --------- | ------ | ------ | ---------- | ---- |
| 当   | 藤井孝男 | 53   | 自由民主党 | 前   | 131,976票 | 58.09% | ――     |            | ○    |
|      | 高井和伸 | 55   | 新進党     | 新   | 67,082票  | 29.53% | 50.83% |            |      |
|      | 白川光雄 | 61   | 日本共産党 | 新   | 28,115票  | 12.38% | 21.30% |            |      |

- 元参議院議員である高井和伸はこの選挙後、政界引退を表明した。